# Campionati europei di ginnastica artistica 2011 - Volteggio maschile
La finale del volteggio maschile si è svolta il 10 aprile 2011, con inizio alle ore 13:30.

## Risultati
| Pos.    | Ginnasta               | Nazione     | Primo volteggio | Primo volteggio | Primo volteggio | Primo volteggio | Secondo volteggio | Secondo volteggio | Secondo volteggio | Secondo volteggio | Media  |
| Pos.    | Ginnasta               | Nazione     | Partenza        | Giuria          | Pen.            | Totale          | Partenza          | Giuria            | Pen.              | Totale            | Media  |
| ------- | ---------------------- | ----------- | --------------- | --------------- | --------------- | --------------- | ----------------- | ----------------- | ----------------- | ----------------- | ------ |
| Oro     | Thomas Bouhail         | Francia     | 7,000           | 9,500           | -               | 16,500          | 7,000             | 9,225             | -                 | 16,225            | 16,362 |
| Argento | Samir Ait-Saïd         | Francia     | 7,000           | 9,200           | -               | 16,200          | 7,000             | 9,325             | -                 | 16,325            | 16,262 |
| Bronzo  | Anton Golocuckov       | Russia      | 7,000           | 9,300           | -               | 16,300          | 7,000             | 9,050             | 0,1               | 15,950            | 16,125 |
| 4       | Flavius Koczi          | Romania     | 7,000           | 9,375           | -               | 16,375          | 7,000             | 8,325             | -                 | 15,325            | 15,850 |
| 4       | Jeffrey Wammes         | Paesi Bassi | 6,600           | 9,275           | 0,1             | 15,775          | 6,800             | 9,225             | 0,1               | 15,925            | 15,850 |
| 6       | Oleksandr Jakubovs'kyj | Ucraina     | 6,600           | 8,375           | 0,3             | 14,675          | 7,000             | 8,600             | -                 | 15,600            | 15,137 |
| 7       | Marek Lyszczarz        | Polonia     | 7,000           | 8,325           | -               | 15,325          | 6,600             | 8,225             | 0,1               | 14,725            | 15,025 |
| 8       | Ihor Radivilov         | Ucraina     | 7,000           | 8,150           | 0,3             | 14,850          | 6,600             | 8,175             | 0,3               | 14,475            | 14,662 |